# Patkanim

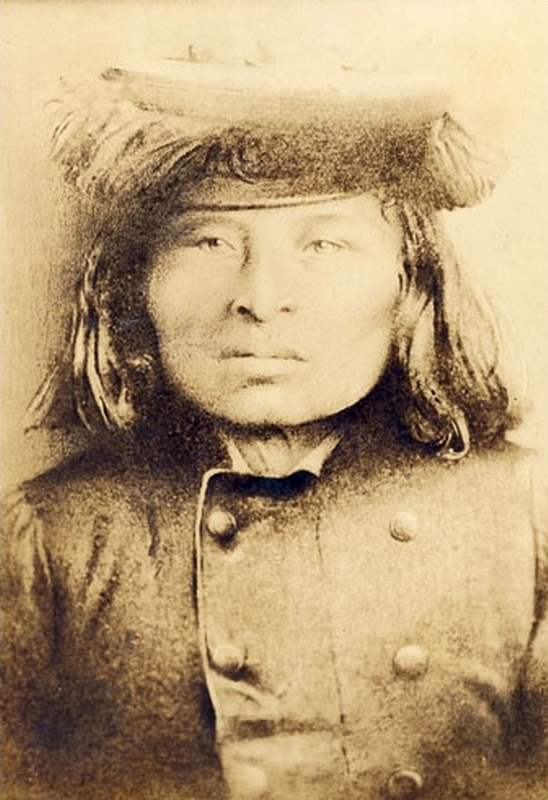
Patkanim

Patkanim byl náčelníkem indiánských kmenů Snohomišů a Snoqualmiů na území dnešního amerického státu Washington.
V padesátých letech devatenáctého století žil v největší vesnici jeho kmenů, která nesla název Yelwh, ležela na soutoku řek Tolt a Snoqualmie, na místě dnešního Fall City, a skládala se ze šesti dlouhých domů. Byl dominantním panovníkem v oblasti mezi Whidbeyovým ostrovem a Snoqulamijským průsmykem a mezi dnešní Britskou Kolumbií a okresem King. Podle historika Billa Speidela držel kontrolu nad Pugetovým zálivem, jelikož Snoqualmijský průsmyk byl obchodní cestou mezi oběma stranami Kaskádového pohoří.
V roce 1848 svolal na Whidbeyův ostrov kolem osmi tisíc původních obyvatel, kteří diskutovali o zvyšující se hrozbě od bílých osadníků. O rok později uspořádal nájezd na Fort Nisqually, která byla obchodním střediskem Společnosti Hudsonova zálivu, což vyústilo v smrt dvou bílých mužů. Potom přišel na to, že bude výnosnější s bílými osadníky a pracovníky spolupracovat a za 500 dolarů jim vydal vlastní bratry, kteří byli poté oběšení za nájezd na Fort Nisqually.
V roce 1854 doprovázel armádního kapitána George McClellana na cestách po Snoqualmijském průsmyku, které byly částí jeho železničního průzkumu. V roce 1855 podepsal Point Elliottskou smlouvu, ve které vyměnil území, ze kterého vzniklo pár okresů, za rezervaci nedaleko města Tulalip Bay.
Sám byl dobrým přítelem zakladatelů Seattlu, Doca Maynarda a Arthura Dennyho, kteří ho s blížící se válkou o Pugetův záliv přesvědčili, aby se spojil s americkou armádou. Pomáhal jim tedy se stavěním opevnění u Snoqualmijského průsmyku, poblíž něhož tábořil se stem svých mužů. Po Bitvě o Seattle v roce 1856 vypsal guvernér Washingtonu Isaac Stevens odměnu za dopadení nepřítele, která čítala 20 dolarů za normální Indiány a 80 dolarů za náčelníka. Patkanim ochotně vydal velké množství vlastních mužů, než se, podle Billa Speidela, zdálo být guvernérovi podezřelé množství udaných náčelníků, kteří byli ve skutečnosti většinou Patkanimovi otroci z nájezdů na nepřátelské kmeny.
Byla po něm pojmenována střední škola ve Fall City a nedaleko Tulalip Bay mu byl postaven památník, avšak bez dat narození a smrti.